# Tibiocillaria pratti
Tibiocillaria pratti là một loài bướm đêm trong họ Noctuidae.